# Roelf Jans Giezen
Roelf Jans Giezen (Veendam, 14 mei 1770 – Muntendam, 15 mei 1844) was een Nederlandse burgemeester en koopman.

## Leven en werk
Giezen werd in 1770 geboren als zoon van de landbouwer Jan Roelfs en Aafke Tjarks. Net als zijn broer Tjark Jans Giezen was hij koopman. Samen kochten zij omstreeks 1825  een houtzaagmolen en huizen in Muntendam. Zijn broer was van 1813 tot 1848 respectievelijk maire, schout en burgemeester van Veendam. Hij was zelf de eerste burgemeester van Muntendam. Hij werd in 1812 benoemd tot maire van die plaats, een functie die in 1819 schout genoemd werd en vanaf 1825 burgemeester. Giezen was ook mede-eigenaar van het zeeschip "Alida Giezen", gebouwd in Veendam.
Giezen trouwde op 11 mei 1800 met Aaltje Douwes Burema. Hij overleed in 1844 op bijna 74-jarige leeftijd in zijn woonplaats Muntendam.